# ACMフェロー
ACMフェローは、計算機協会 (ACM)の優れたメンバーに与えられる賞と称号（フェロー）。

## 概要
ACM会員の最大1%がフェローとして選出される場合があり、1993年以来、毎年新しいフェローが選出されている。
ACMフェローの称号は、次のような技術的、専門的、およびリーダーシップの貢献によって証明されるように高い専門性を示している。
- コンピュータ技術の開発
- 自由な意見交換の促進
- ACM目標の前進